# Leaving It Up to You
„Leaving It Up to You“ je píseň velšského hudebníka a skladatele Johna Calea. Jde o v pořadí devátou píseň z jeho šestého sólového alba Helen of Troy, které vydala v listopadu roku 1975 společnost Island Records. Cale je autorem hudby i textu písně a původní nahrávku také produkoval. Původní verze alba, která obsahovala právě píseň „Leaving It Up to You“ byla však brzy po vydání stažena z obchodů. Důvodem bylo, že právě tato píseň v textu zmiňovala herečku Sharon Tate, která byla roku 1969 zavražděna. Nové vydání alba tedy píseň „Leaving It Up to You“ neobsahovalo, byla nahrazena skladbou „Coral Moon“. Pozdější vydání alba opět obsahovala píseň „Leaving It Up to You“. V roce 1977 píseň „Leaving It Up to You“ vyšla na kompilaci Guts. Rovněž vyšly čtyři koncertní verze písně, a to na albech John Cale Comes Alive (1984), Fragments of a Rainy Season (1992) a Live at Rockpalast (2010; obsahuje dvě verze). Dvě z těchto verzí byly nahrány za doprovodu kapely, dvě nahrál Cale sám).